# آزمایشگاه دریایی ۲۰۲۰
آزمایشگاه دریایی ۲۰۲۰ یک مجموعهٔ تلویزیونی پویانمایی تولیدشده توسط شرکت هانا-باربرا بود. پخش این مجموعه از ۲ دسامبر ۱۹۷۲ در ان‌بی‌سی شروع شد.
این مجموعهٔ تلویزیونی، در سال‌های پیش از انقلاب ۱۳۵۷ ایران، با دوبلهٔ فارسی از تلویزیون ملی ایران و همچنین در دو نوبت در دهه هفتاد شمسی از تلویزیون جمهوری اسلامی پخش شد.